# Корпспэйнт
Корпспе́йнт или ворпе́йнт (англ. corpsepaint, warpaint) — характерный чёрно-белый грим, используемый исполнителями блэк-метала на концертах. 

## История
Похожий на корпспейнт грим использовали такие рок-музыканты как группа Kiss, Артур Браун и Alice Cooper. В 80-х годах группы вроде Celtic Frost, Sodom и пр. также использовали раскраску, наводя чёрным цветом глаза, что призвано было вызывать ассоциации музыкантов с трупами. Что неудивительно, так как темами для текстов многих трэш-метал групп в то время было поклонение смерти, сатанизм (основанный на богохульстве) и т. д. Грим прочно вошёл в арсенал представителей блэк-метала и хоррор-панка.
Особняком стоит Ким Петерсен (King Diamond, Mercyful Fate), чья раскраска очень отличалась как от старых глэм-рок групп так и от трешеров и современных блэк-метал групп. Сам Петерсен исполнял прогрессивный хеви-метал, но с явным уклоном в сатанизм в текстах. Корпспэйнт в его современном блэк-метал понимании, начал использовать Пер Ингве Олин (Дэд), ныне покойный вокалист таких групп как Mayhem и Morbid. Вслед за ним этим начали пользоваться такие известные норвежские группы как Darkthrone, Immortal и пр.
Также некоторые скандинавские культурологи ассоциируют корпспэйнт с языческим праздником «Дикая Охота», но впоследствии трансформировался в устрашающий макияж, создающий демонический образ либо имитирующий гримасу трупа.
Чаще всего лицо закрашивается белым цветом, а области вокруг глаз и рта — чёрным (есть исключения: например, музыканты групп «Gorgoroth» и «Ragnarok» использовали цвет крови, а «Behemoth» и «Satyricon» — синий).
В среде исполнителей пэйган и викинг-метала также получила распространение боевая раскраска европейских варваров дохристианской эпохи (Turisas, Korpiklaani, Finntroll)

## Вне блэк-метала
Обычно корпспейнт ассоциируется с блэк-металом, но есть исключения:
- Хоррор-панк группа «The Misfits» использовала корпспэйнт на сцене.
- Немецкая индастриал-метал-группа Megaherz иногда использует корпспэйнт.
- Главный герой фильма «Ворон» использует подобный тип грима; впоследствии схожий грим использовал профессиональный рестлер Стинг[1][2]. Корпспейнт довольно популярен в рестлинге; им пользуются Джеффа Харди, Финн Балор, Брэй Уайатт и др.
- Винсент Деймон Фурнье, вокалист группы "Alice Cooper", так же использует корпспэйнт в своих концертах, похожих на сценическое театральное представление.
- Корпспэйнт использует немецкая пауэр-метал-группа Powerwolf.
- Различный грим, и в том числе готический корпспэйнт, активно использует фронтмен своей одноимённой группы Marilyn Manson.
- Участники группы KISS являются одними из самых заметных популяризаторов подобного типа грима, хоть и в более комиксной форме.

- Томаш Врублевский из Behemoth
- Гаал из God Seed
- Teloch из Mayhem
- Archaon из 1349
- Hindvir
- Otargos
- Stormcrow
- Høst из Taake
- Abbath из Immortal
- Пест из Gorgoroth
- King Diamond из Mercyful Fate